# Camion-restaurant
Ne doit pas être confondu avec Friterie ou Restauration rapide.

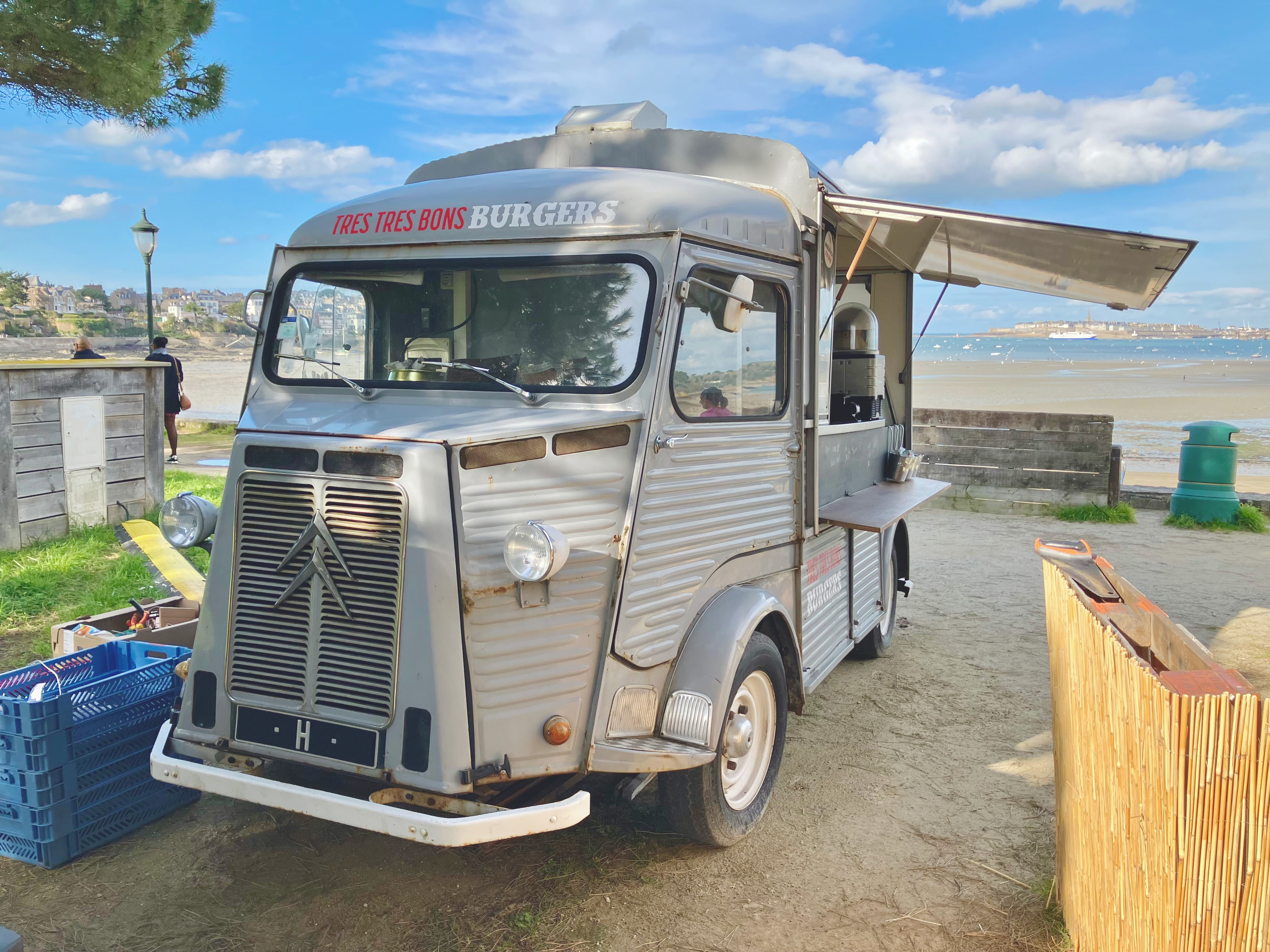
Un camion-restaurant Citroën HY aux abords de la plage du Prieuré à Dinard.

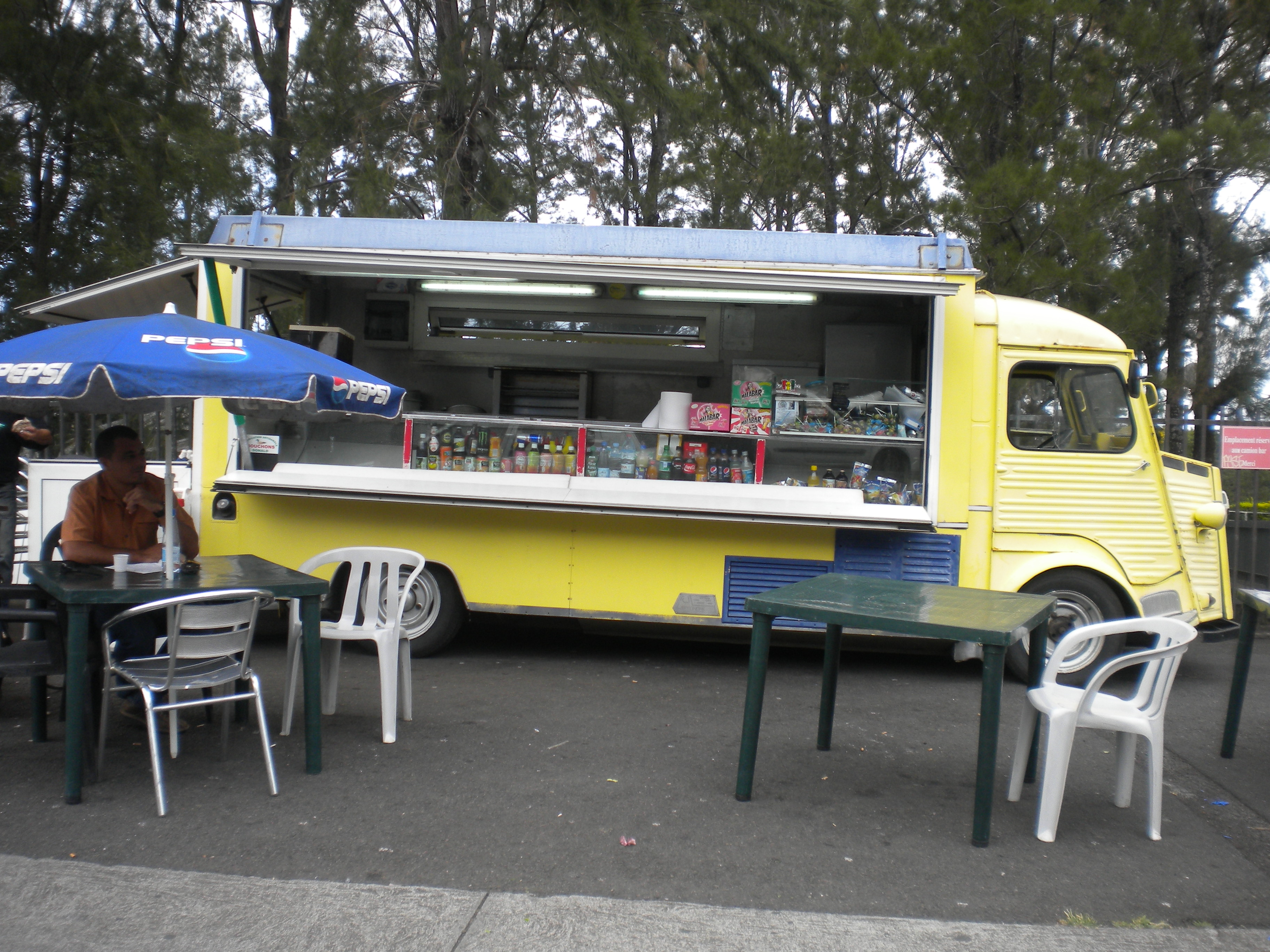
Un camion-bar situé près d'un lycée à La Réunion.

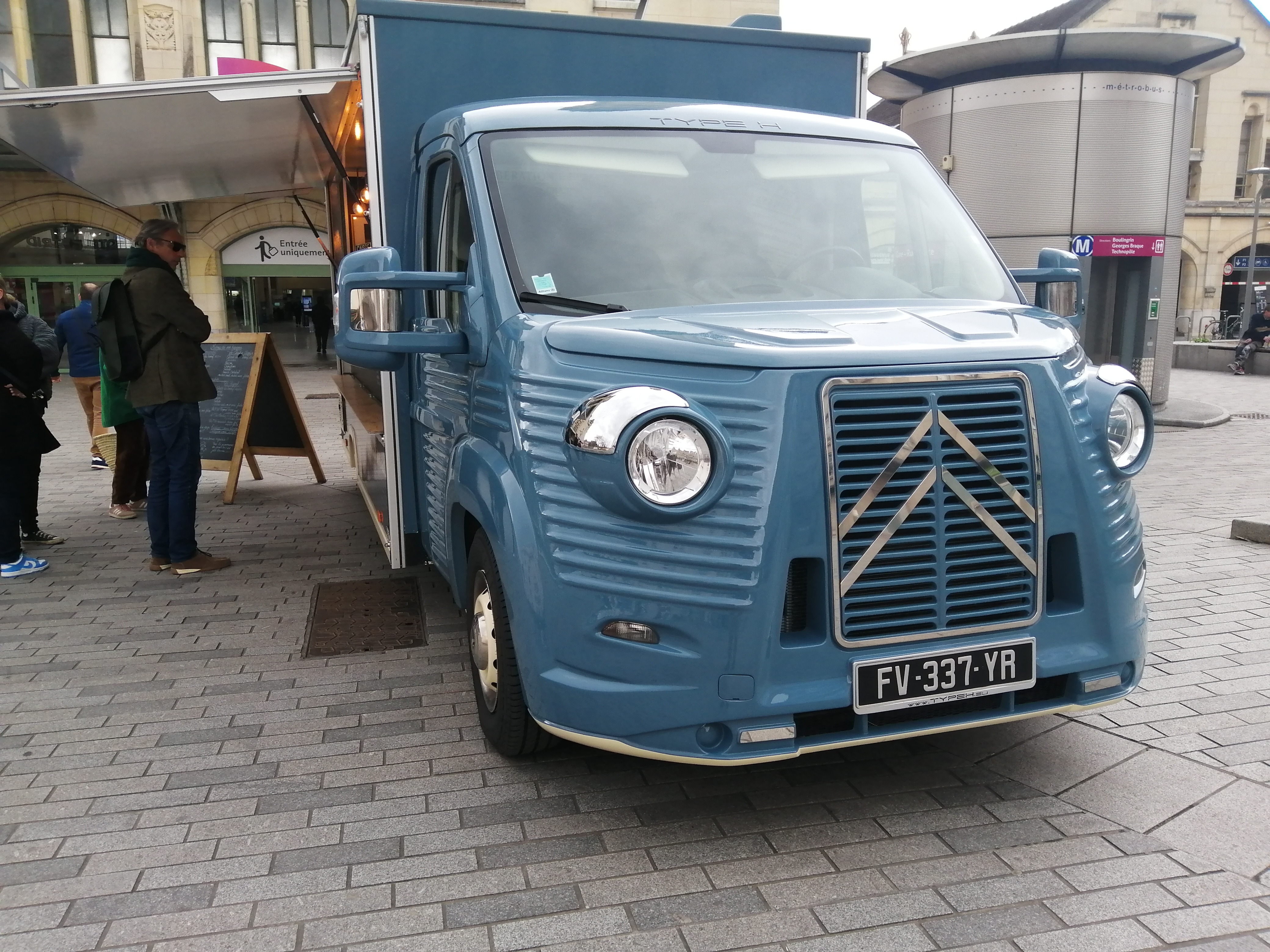
Un camion-restaurant Citroën Jumper habillé en Type H par Caselani (2023).

Un camion-restaurant est un véhicule équipé pour la cuisson, la préparation et la vente d'aliments et de boissons.
De manière générale, il existe de nombreux dispositifs de restauration mobile, proposant une large gamme de produits : sandwichs, glaces, beignets, pizzas, frites, snacks, boissons.

## Synonymie
Un camion-restaurant peut prendre diverses appellations en fonction du lieu de son usage :
- camion-cantine ;
- food truck [fuːd t͡ʃɹʌk][1] ;
- baraque à frites ;
- camion gourmand[2],[3],[4] et camion de cuisine de rue[5] sont utilisés au Québec ;
- restaurant ambulant[6] ;
- camion restaurant[7] ;
- camion-bar qui est utilisé principalement à La Réunion ;
- roulotte à Tahiti.

## Histoire

### Débuts de la restauration mobile
Le concept a été mis au point par Charles Goodnight sous le nom du chuckwagon durant la guerre de Sécession. Ce type de chariot est historiquement utilisé pour l'accompagnement des cow-boys et le transport des vivres et du matériel de cuisine dans l'ouest des États-Unis, ainsi que pour le déplacement des colons. Les premiers camions-restaurants apparaissent par la suite à la fin du XIXe siècle sous le nom de « lunch wagons ». Ils rencontrent un franc succès auprès des travailleurs de nuit des grandes cités et leur nombre augmente à partir du siècle suivant.

### Restauration mobile en France
En Provence, la ville de Marseille voit apparaître dans les années 1960 des camions-pizzas équipés pour, à la fois, produire et servir cette spécialité importée par la communauté italienne locale.
Dans le nord de la France et en Belgique, des camions-friterie (ou baraques à frites) servent des frites, des hamburgers, des sandwichs et des spécialités locales comme la fricadelle.
À Paris, les premiers camions-restaurants apparaissent en 1924 après qu'Alfred Morain, préfet de la Seine, a décidé d'investir dans les « friteries automobiles » dans le cadre de la « vie chère", c'est-à-dire des restrictions économiques après la Première Guerre mondiale. La plupart du temps, ces friteries vendent 185 grammes de frites et de poisson frit pour 1,25 franc. C'est aussi la première fois que le poisson est vendu avec des frites dans la rue en France, ce qui répond à un besoin de dynamiser le secteur de la pêche tout en permettant de fournir des repas plus complets aux plus précaires. L'arrivée de ce nouveau type de restauration fait l'objet de nombreux articles et de mises en scène politiques. En 1925, le journal Le Petit Inventeur en remarque d'ailleurs le succès et le « prix très intéressant » et en 1926 Mario Roustan, alors sous-secrétaire d’État aux travaux publics, chargé des ports, de la marine marchande et des pêches, médiatise sa visite d'une friterie roulante (la « Friterie Auguste, »).
Enfin, il existe en Bretagne, une tradition de restauration mobile proposant des galettes-saucisses ou des crêpes, souvent vendues en camion-restaurant.

### Génération des food-trucks

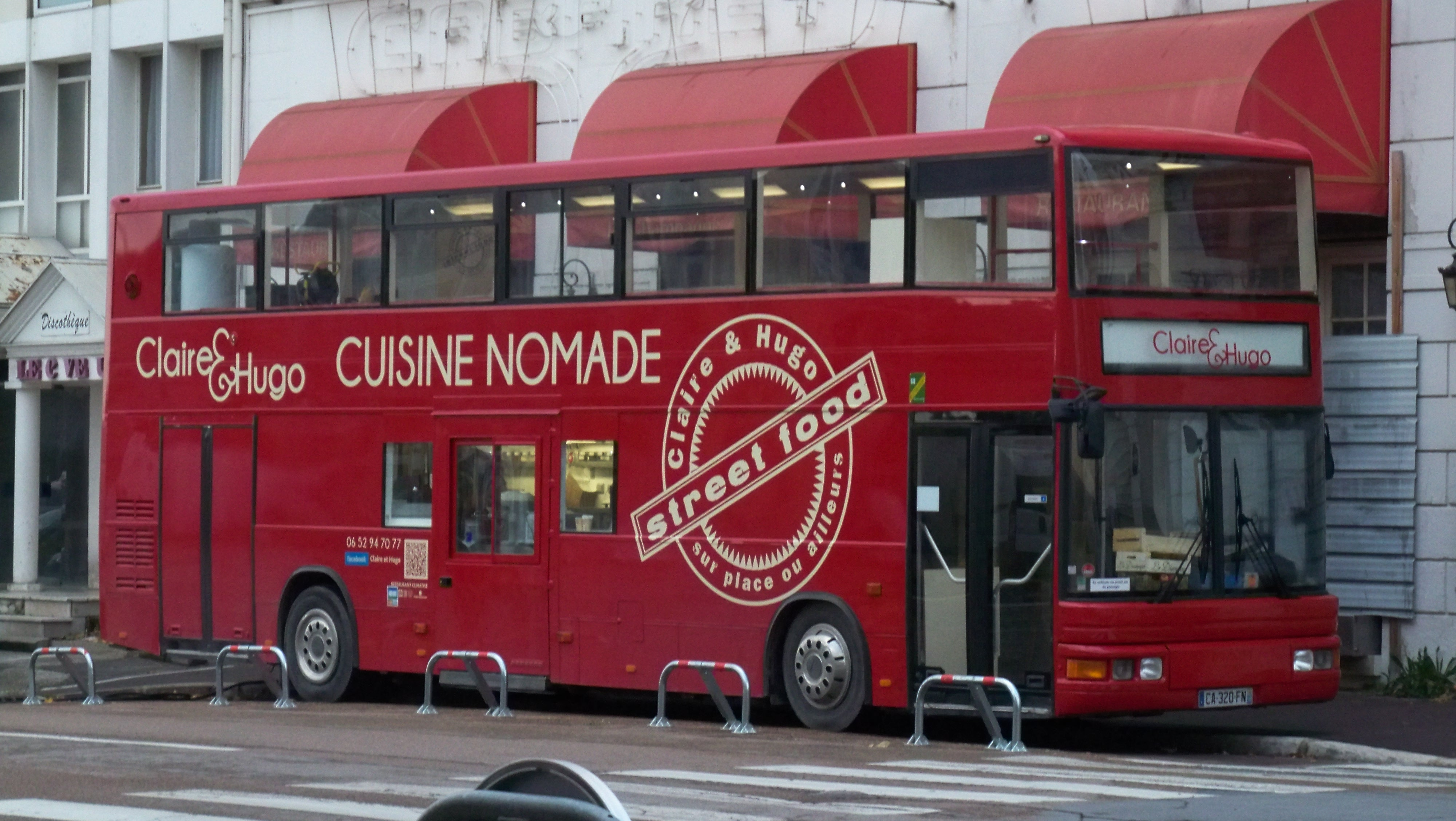
Le camion-restaurant « Claire et Hugo » près de la Gare de Troyes.

Une nouvelle génération de camion-restaurant, surnommée food truck d'après les médias, apparaît durant les années 2010.
Nicolas Nouchi, directeur du CHD Expert, définit l'offre du food-truck en opposition aux autres types de camions-restaurants existants en France, comme un repas qui « se prend comme dans les baraques à frites et les camions à pizzas, sauf qu'il s'agit de denrées plus haut de gamme ». Cette tendance vers une cuisine d'une qualité plus élevée (comprenant des produits agricoles industriels issus de l'Agriculture biologique certifiée ou Label Rouge ou préparée à la main) est également revendiquée par Fabrice Willot (président de Belgian Food Truck Association) qui, lors d'une interview accordée à Euromonitor, définit le food-truck comme étant « un véhicule proposant une gastronomie urbaine artisanale et qualitative à l'opposé des véhicules proposant une cuisine composée de produits industriels, ou semi-industriels ». Cette génération de camions mobiles veut ainsi se rapprocher davantage d'un restaurant ordinaire et conquérir un groupe d'habitants issus des milieux urbains et aisés souhaitant une alternative nutritionnelle plus saine comparée à la restauration rapide et à la cuisine de rue.
Néanmoins, ce terme est aujourd'hui de plus en plus considéré au sens le plus large de sa définition, c'est-à-dire un concept de restauration mobile avec un véhicule et ce quel que soit le véhicule (food bikes, food carts, food trailers, remorque, triporteur, bus).
Chaque food-truck cherche à se diversifier en termes de cuisine mais aussi dans son apparence. C'est ainsi que l'on peut en trouver aménagé dans un véhicule ancien ou bien alors sa forme reprend celle d'un burger ou encore on le confondra avec une cabane de cow-boy.
Selon Marc Mousli d'Alternatives économiques, l'investissement initial d'un food-truck en 2013 s'élève à moins de 100 000 € pour un chiffre d’affaires mensuel qui peut monter jusqu'à 70 000 € pour les meilleurs emplacements et conditions météorologiques.

## Emplacements

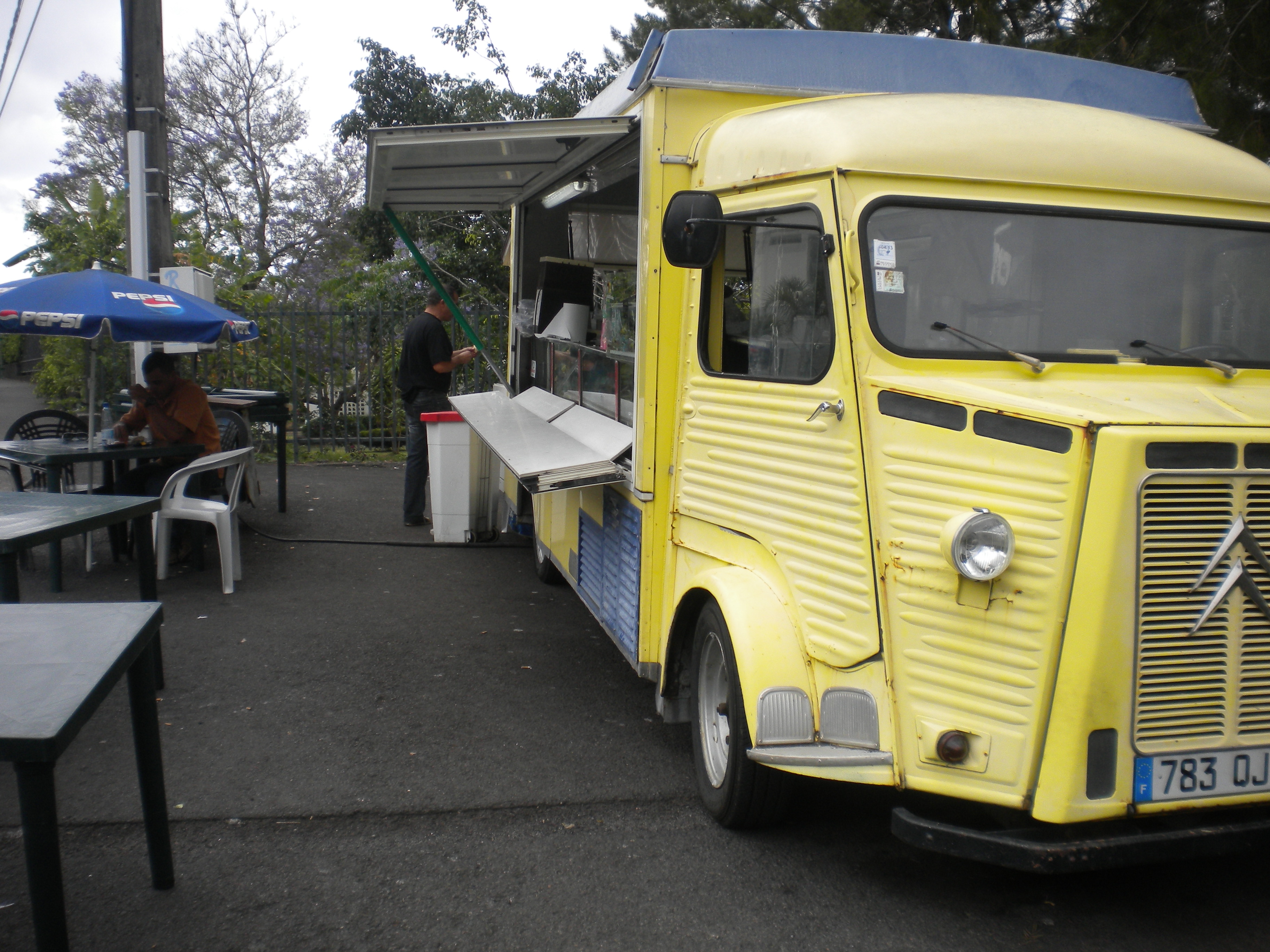
Un camion bar de La Réunion.

Les camions-restaurants sont généralement sur les routes ou stationnés. Plutôt que de se concentrer sur un type de produit spécifique comme une baraque à frites ou un camion pizza, ils proposent une plus grande diversité de produits.
Ces véhicules sont principalement établis à des endroits stratégiques où l'on trouve le plus de monde : en bord de mer, près des plages, près des établissements scolaires, etc. Le marché de ces camions-restaurants attire différents publics : des locaux, des touristes, des vacanciers, des travailleurs ou des écoliers. Ce sont des lieux où les personnes, qui peuvent être d'âges et de sexes différents, se retrouvent pour manger.
Pour s'installer, les camions-restaurants doivent avoir un permis de stationnement et une autorisation d'occupation temporaire sans emprise au sol délivrés par la mairie ou par la préfecture à un commerçant ambulant si l'emplacement se situe sur une route nationale, départementale ou sur une artère principale de la ville, pour exploiter un emplacement relevant du domaine public.
Le permis de stationnement est soumis au paiement d’une redevance dont le montant est fixé par la mairie. Cette redevance est calculée par la mairie à l’aide de divers critères tels que :
- la valeur commerciale de la voie exploitée ;
- l’emprise au sol (si existante) ;
- le mode d’usage et la durée d’exploitation de l’emplacement (annuelle ou saisonnière[22]).

## Équipement
Dans ces camions-restaurants, on trouve généralement des fours de cuisson pour les sandwichs, des friteuses, des appareils pour cuire les paninis, diverses boissons (locales ou autres) et différentes sauces pour assaisonner sa commande.
En France, les camions-restaurants doivent respecter la norme ISO 9001, qui est la norme de référence pour l'hygiène dans la restauration.

## Perspectives
Des camions-restaurants évoluent pour devenir des pizzerias tandis que d'autres se transforment en restaurants où l'on sert des barquettes à emporter.
Les villes agissent pour réglementer et, au nom de l'esthétique, interdire les camions-restaurants, en vue de les remplacer par des locaux pérennes.
De manière générale, les emplacements réservés à ce type de restauration sont donnés sur autorisation municipale, leur installation pouvant parfois générer des conflits avec les restaurateurs sédentaires.

## Camions-restaurants reconnus
« Le Camion qui fume » est créé à Paris à l’initiative de l'Américaine Kristin Frederick et de Frédéric Fédière le 29 novembre 2011. En 2012, le Camion qui fume a reçu la Palme d’or du concept le plus innovant de l’année, décernée par le Leader’s Club France, puis le prix d'honneur du Guide Fooding en 2013. Il est suivi par Cantine California de Jordan Feilders, Le Réfectoire et beaucoup d'autres.

## Déclinaisons hors de la restauration
La tendance des camions-restaurants se développe également dans d'autres secteurs que la restauration. Des camions viennent au plus près des consommateurs pour leur proposer des soins esthétiques (beauty truck) ou des vêtements. Ces camions peuvent se rapprocher des bureaux ou intervenir sur des événements ponctuels.